# Brun grundvecklare
Brun grundvecklare (Celypha rufana) är en fjärilsart som först beskrevs av Giovanni Antonio Scopoli 1763.  Brun grundvecklare ingår i släktet Celypha, och familjen vecklare. Arten är reproducerande i Sverige.

## Bildgalleri

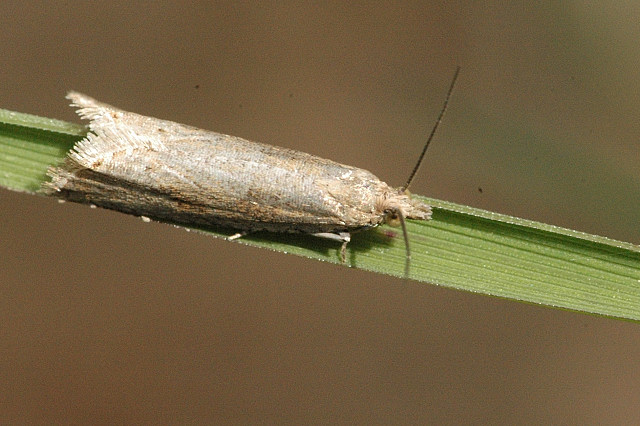